# En Languedoc
En Languedoc est une suite de cinq pièces pour piano de Déodat de Séverac. Composée en 1903 et 1904, elle est créée le 25 mai 1905 par Ricardo Viñes à la Schola Cantorum. Aucun pittoresque, aucun emprunt au folklore local dans cet ouvrage où ne ressort que « la diversité des impressions visuelles ou sentimentales » selon les mots du pianiste Alfred Cortot.

## Structure
1. Vers le mas en fête
2. Sur l'étang, le soir
3. À cheval dans la prairie
4. Coin de cimetière au printemps
5. Le jour de foire, au mas

## Discographie sélective
- En Languedoc dans l'intégrale de l'œuvre pour piano de Déodat de Séverac par Aldo Ciccolini EMI